# Campionati del mondo di atletica leggera 2013 - Salto con l'asta maschile
La gara di salto con l'asta maschile si è svolta tra sabato 10 agosto e lunedì 12 agosto 2013.

## Podio
| Posizione | Atleta            | Nazione  | Misura |
| --------- | ----------------- | -------- | ------ |
| Oro       | Raphael Holzdeppe | Germania | 5,89 m |
| Argento   | Renaud Lavillenie | Francia  | 5,89 m |
| Bronzo    | Björn Otto        | Germania | 5,82 m |

## Situazione pre-gara

### Record
Prima di questa competizione, il record del mondo (WR) e il record dei campionati (CR) erano i seguenti.
| Record                | Prestazione | Atleta                  | Data                             | Competizione              |
| --------------------- | ----------- | ----------------------- | -------------------------------- | ------------------------- |
| Record mondiale       | 6,14 m      | Sergey Bubka Ucraina    | 31 luglio 1994 Sestriere, Italia |                           |
| Record dei campionati | 6,05 m      | Dmitri Markov Australia | 9 agosto 2001 Edmonton, Canada   | Campionati del mondo 2001 |

### Campioni in carica
I campioni in carica, a livello mondiale e olimpico, erano:
| Campione | Atleta                      | Prestazione | Data                                | Competizione               |
| -------- | --------------------------- | ----------- | ----------------------------------- | -------------------------- |
| Olimpico | Renaud Lavillenie Francia   | 5,97 m      | 10 agosto 2012 Londra, Regno Unito  | Giochi della XXX Olimpiade |
| Mondiale | Paweł Wojciechowski Polonia | 5,90 m      | 29 agosto 2011 Taegu, Corea del Sud | Campionati del mondo 2011  |

### La stagione
Prima di questa gara, gli atleti con le migliori tre prestazioni dell'anno erano:
| Pos. | Atleta                     | Prestazione | Data                                         |
| ---- | -------------------------- | ----------- | -------------------------------------------- |
| 1    | Renaud Lavillenie Francia  | 6,02 m      | 27 luglio 2013 Londra, Regno Unito           |
| 2    | Raphael Holzdeppe Germania | 5,91 m      | 6 giugno 2013 Roma, Italia                   |
| 3    | Björn Otto Germania        | 5,90 m      | 1º giugno 2013 Eugene, Stati Uniti d'America |

## Risultati
| LEGENDA: | NR | Record nazionale | PB | Primato personale | SB | Primato stagionale |

### Qualificazioni
Qualificazione: 5.70 m (Q) o le migliori 12 misure (q) avanzano alla finale.
| Pos. | Gruppo | Nome                     | Nazionalità   | 5,25 | 5,40 | 5,55 | 5,65 | 5,70 | Misura | Note |
| ---- | ------ | ------------------------ | ------------- | ---- | ---- | ---- | ---- | ---- | ------ | ---- |
| 1    | A      | Jan Kudlička             | Rep. Ceca     | -    | o    | -    | xo   |      | 5,65   | q    |
| 1    | B      | Renaud Lavillenie        | Francia       | -    | -    | -    | xo   |      | 5,65   | q    |
| 3    | B      | Brad Walker              | Stati Uniti   | -    | -    | o    |      |      | 5,55   | q    |
| 3    | A      | Malte Mohr               | Germania      | -    | -    | o    |      |      | 5,55   | q    |
| 3    | A      | Konstadínos Filippídis   | Grecia        | -    | o    | o    |      |      | 5,55   | q    |
| 6    | B      | Augusto de Oliveira      | Brasile       | -    | xxo  | o    |      |      | 5,55   | q    |
| 7    | B      | Björn Otto               | Germania      | -    | -    | xo   |      |      | 5,55   | q    |
| 7    | A      | Seito Yamamoto           | Giappone      | -    | o    | xo   |      |      | 5,55   | q    |
| 7    | A      | Raphael Holzdeppe        | Germania      | -    | -    | xo   |      |      | 5,55   | q    |
| 7    | A      | Alhaji Jeng              | Svezia        | -    | o    | xo   |      |      | 5,55   | q    |
| 11   | A      | Valentin Lavillenie      | Francia       | xxo  | o    | xo   |      |      | 5,55   | q    |
| 12   | A      | Xue Changrui             | Cina          | o    | o    | xxo  |      |      | 5,55   | q    |
| 13   | A      | Sergey Kucheryanu        | Russia        | -    | xo   | xxo  |      |      | 5,55   | q    |
| 14   | A      | Oleksandr Korchmid       | Ucraina       | -    | o    | xxx  |      |      | 5,40   |      |
| 14   | A      | Thiago Braz da Silva     | Brasile       | -    | o    | xxx  |      |      | 5,40   |      |
| 14   | A      | Daichi Sawano            | Giappone      | -    | o    | xxx  |      |      | 5,40   |      |
| 14   | A      | Jere Bergius             | Finlandia     | o    | o    | xxx  |      |      | 5,40   |      |
| 14   | B      | Nikita Filippov          | Kazakistan    | o    | o    | xxx  |      |      | 5,40   |      |
| 19   | B      | Ivan Yeryomin            | Ucraina       | xo   | o    | xxx  |      |      | 5,40   |      |
| 19   | B      | Jeremy Scott             | Stati Uniti   | xo   | o    | xxx  |      |      | 5,40   |      |
| 21   | B      | Hiroki Ogita             | Giappone      | -    | xo   | xxx  |      |      | 5,40   |      |
| 21   | B      | Lázaro Borges            | Cuba          | -    | xo   | xxx  |      |      | 5,40   |      |
| 21   | B      | Vladyslav Revenko        | Ucraina       | -    | xo   | xxx  |      |      | 5,40   |      |
| 24   | A      | Edi Maia                 | Portogallo    | xo   | xo   | xxx  |      |      | 5,40   |      |
| 24   | A      | Jack Whitt               | Stati Uniti   | xo   | xo   | xxx  |      |      | 5,40   |      |
| 24   | B      | Aleksandr Gripich        | Russia        | xo   | xo   | xxx  |      |      | 5,40   |      |
| 27   | A      | Shawnacy Barber          | Canada        | xo   | xxo  | xxx  |      |      | 5,40   |      |
| 28   | A      | Claudio Stecchi          | Italia        | xxo  | xxo  | xxx  |      |      | 5,40   |      |
| 29   | B      | João Gabriel Sousa       | Brasile       | o    | xxx  |      |      |      | 5,25   |      |
| 29   | B      | Jin Min-sub              | Corea del Sud | o    | xxx  |      |      |      | 5,25   |      |
| 31   | A      | Rasmus Wejnold Jørgensen | Danimarca     | xo   | xxx  |      |      |      | 5,25   |      |
| 31   | B      | Yang Yancheng            | Cina          | xo   | xxx  |      |      |      | 5,25   |      |
| 33   | A      | Mareks Ārents            | Lettonia      | xxo  | xxx  |      |      |      | 5,25   |      |
|      | A      | Zhang Wei                | Cina          | xxx  |      |      |      |      | NM     |      |
|      | B      | Ivan Horvat              | Croazia       | xxx  |      |      |      |      | NM     |      |
|      | B      | Steven Lewis             | Regno Unito   | -    | xxx  |      |      |      | NM     |      |
|      | B      | Giuseppe Gibilisco       | Italia        | -    | -    | xxx  |      |      | NM     |      |
|      | B      | Robert Sobera            | Polonia       | -    | xxx  |      |      |      | NM     |      |
|      | B      | Igor Bychkov             | Spagna        | xxx  |      |      |      |      | NM     |      |
|      | B      | Michal Balner            | Rep. Ceca     | -    | xxx  |      |      |      | NM     |      |

### Finale
| Pos. | Nome                   | Nazionalità | 5,50 | 5,65 | 5,75 | 5,82 | 5,89 | 5,96 | Misura | Note |
| ---- | ---------------------- | ----------- | ---- | ---- | ---- | ---- | ---- | ---- | ------ | ---- |
|      | Raphael Holzdeppe      | Germania    | –    | o    | –    | o    | o    | xxx  | 5,89   |      |
|      | Renaud Lavillenie      | Francia     | –    | xo   | –    | xo   | xxo  | xxx  | 5,89   |      |
|      | Björn Otto             | Germania    | o    | o    | xo   | o    | xxx  |      | 5,82   |      |
| 4    | Brad Walker            | Stati Uniti | –    | xo   | xo   | o    | xxx  |      | 5,82   |      |
| 5    | Malte Mohr             | Germania    | o    | o    | xo   | xxo  | xxx  |      | 5,82   |      |
| 6    | Seito Yamamoto         | Giappone    | o    | xxo  | xxo  | xxx  |      |      | 5,75   | PB   |
| 7    | Jan Kudlička           | Rep. Ceca   | xxo  | xo   | xxo  | xxx  |      |      | 5,75   |      |
| 8    | Sergey Kucheryanu      | Russia      | o    | o    | xxx  |      |      |      | 5,65   |      |
| 9    | Alhaji Jeng            | Svezia      | xo   | o    | xxx  |      |      |      | 5,65   | SB   |
| 10   | Konstadínos Filippídis | Grecia      | o    | xo   | xxx  |      |      |      | 5,65   |      |
| 11   | Augusto de Oliveira    | Brasile     | xxo  | xxo  | xxx  |      |      |      | 5,65   |      |
| 12   | Xue Changrui           | Cina        | xo   | xxx  |      |      |      |      | 5,50   |      |
|      | Valentin Lavillenie    | Francia     | xxx  |      |      |      |      |      | NM     |      |